# Етнографска къща (Исперих)
Етнографската къща в Исперих е част от Историеския музей в града.
Разположена е в центъра на Исперих. В миналото е турски конак, а след това жилище на заможен българин. През 1991 г. е завършена реставрацията ѝ и къщата започва да функционира като музеен обект. В нея може да се видят предмети и уреди от бита и поминъка на местното население. Всеки месец се представят временни изложби, посветени на поминъка и бита на населението в миналото и на съвременни майстори-занаятчии и приложници. През октомври в Етнографската къща се провежда Панаир на царевицата.